# Abenlen Ayta jezik
Abenlen ayta jezik (ISO 639-3: abp; abenlen, ayta abenlen sambal, aburlin negrito, ayta abellen), sjevernofilipinski jezik uže sambalske skupine, kojim govori 6 850 ljudi (1985 SIL) iz skupine filipinskih Negrita na otoku Luzon, u Filipinima, provincija Tarlac.
Ime jezika 2009. promijenjeno je iz ayta abenlen u ayta abellen, a jezik se po novoj klasifikaciji svrstao u centralnoluzonske jezike

## Vanjske poveznice
- Ethnologue (14th)
- Ethnologue (15th)
- Karta